# Etylvanillin
Etylvanillin är en artificiell arom. Den är cirka tre gånger starkare än vanlig naturlig (metyl)vanillin. Etylvanillin tillverkas från guethol, vilket har sitt ursprung i difenoler av petrokemiskt ursprung (olja).
Etylvanillinet är matindustrins billigaste och mest använda vaniljsmak. Det används exempelvis i glass och kakor av lägre kvalitet samt i parfym.